# Fargesia nitida
Bambou cespiteux
Espèce
Fargesia nitida, le Bambou cespiteux, est une espèce de plantes à fleurs de la famille des Poaceae. Ce bambou est originaire du Sichuan et du Qinghai en Chine.

## Description
Fargesia nitida est un bambou touffu, de taille moyenne à petite (inférieure à 3 m). Il est très résistant au froid, mais ne tolère pas les températures estivales très élevées. Cette espèce a fleuri dans les années 2002-2005 et ne devrait pas refleurir avant 120 ans.

## Utilisation
Fargesia nitida est fréquemment utilisé comme plante ornementale pour faire des haies. Il est décoratif grâce à son port élancé et son feuillage dense. Sa pousse est rapide, il est résistant au froid et son système racinaire est peu traçant.

Cette floraison pose des problèmes au panda géant, espèce menacée, qui consomme exclusivement du bambou.

## Systématique
Le nom correct complet (avec auteur) de ce taxon est Fargesia nitida (Mitford) Keng f. ex T.P.Yi (d).
L'espèce a été initialement classée dans le genre Arundinaria sous le basionyme Arundinaria nitida Mitford.
Ce taxon porte en français le nom vernaculaire ou normalisé suivant : Bambou cespiteux,.
En anglais il est communément dénommé blue fountain bamboo.
Fargesia nitida a pour synonymes :
- Arundinaria nitida Mitford
- Bambusa nitida (Mitford) A.V.Vassil.
- Bambusa nitida V.N.Vassil.
- Fargesia demissa T.P.Yi
- Fargesia nitida (Mitford) Keng f. & P.P.Yi
- Semiarundinaria nitida J.Y.Shi
- Sinarundinaria nitida (Mitford) Nakai
- Thamnocalamus nitidus (Mitford) Demoly